# Jerzy Jonston
Jerzy Henryk  Jonston de Castro (ur. ok. 1617, zm. 1708) – mnich benedyktyński przeor konwentu zakonnego oo.Benedyktynów na Świętym Krzyżu, Anglik z pochodzenia.
Ordinis Sancti Benedicti  – Benedyktyn.
- 1669 przeor konwentu świętokrzyskiego.

1669 prepozyt kościoła szpitalnego ś. Michała w Nowej Słupi
Archiwista klasztorny i  bibliotekarz. Sprawował nadzór nad książnicą łysogórską.
W latach 1685–1703 piastował funkcję bibliotekarza klasztornego sporządził 2-tomowy katalog zbiorów biblioteki klasztornej  pod tytułem „Index Generalis totius Bibliothecae Sanctae Crucis Calvomontanae” w dwóch woluminach.
Pierwszy tom obejmował spis książek w układzie alfabetycznym ułożony według autorów lub tytułów w przypadku dzieł anonimowych. Były w nim wymienione zarówno rękopisy jak i książki drukowane, w tym  inkunabuły.
Tom drugi to katalog działowy. Książki znajdujące się w tomie I umieszczono w 26 działach głównych oraz poddziałach oznaczając je liczbami i kolejnymi literami alfabetu.
Tytułowany, przynajmniej od 1705 r. seniorem zakonu, zmarł w roku 1708. Jego dzieło pisane niedługo przed śmiercią obejmuje całe dzieje opactwa do roku 1704
Biblioteka klasztorna którą Jonston się zajmował liczyła wówczas 3839 tomów, oprócz utworów religijnych znalazły się tam dzieła z zakresu historii, filozofii, medycyny, poezji, polityki, medycyny, przyrodoznawstwa i matematyki. Wiele książek  przywoził ze swych podróży. 
- J. Jonston, Annales Archicoenobii Calvo-Montani..., t. I-III, [w:] Lefebvre, t. II-IV.

O jego pracy pisał Joachim Lelewel 

cudzoziemiec który lepsze bibliotekach wyobrażenie mając pozyskał zaufanie do utworzenia katalogu. Moze to jest pierwszy porzqdniejszy w Polszcze wygotowany katalog który roku 170З ksiqg łysogórskicn wygotowáł Jerzy Jonston Anglo Saxonus de Castro. Porządne numerowanie szczęśliwie z tvtułów dat krótkie wypisywanie zaleca pracę Anglika

Pochowany w Sanktuarium Świętego Krzyża.